# Sphaeropthalma pensylvanica
Sphaeropthalma pensylvanica (лат.) — вид ос-немок из подсемейства Sphaeropthalminae.

## Распространение
Северная Америка: восток США. Ареал простирается от Флориды на запад до Техаса и на север до Канзаса.

## Описание
Осы-немки с бескрылыми самками рыжевато-красного цвета (самцы крылатые). Перистые щетинки ограничены областью коротких густых белых щетинок на дорсальной стороне петиоля и вершинной каймой 2-го тергита. Глаза полусферические, неопушенные. Грудь самок грушевидной формы. Коготки лапок без зубцов. Характерна форетическая копуляция, при которой самец физически переносит самку в полёте и/или пешком от первоначального места контакта перед спариванием. Кроме того, это первое описание поведения при спаривании в богатом видами подсемействе Sphaeropthalminae.
Паразитоиды куколок роющих ос Sphecidae: Sceliphron caementarium, Trypoxylon (Trypargilum) politum и Isodontia mexicana.

## Классификация
Вид был впервые описан в 1845 году французским энтомологом и графом Амедеем Луи Лепелетье под названием Mutilla pensylvanica по самцам, найденным в Филадельфии. В 1871 году были описаны самки под названием Mutilla balteola. Включён в состав видовой группы S. pensylvanica species-group вместе с видами S. auripilis  (Blake, 1871), S. boweri  Schuster, 1944 и S. nocticaro  Pitts, 2005.

### Подвиды
- Sphaeropthalma pensylvanica pensylvanica (Lepeletier, 1845)
- Sphaeropthalma pensylvanica floridensis Schuster, 1958[6].
- Sphaeropthalma pensylvanica scaeva (Blake, 1871)[7]